# Virginia City (Nevada)
Virginia City is een plaats in de staat Nevada, in de Verenigde Staten. De plaats ligt in de regio Reno-Tahoe op een hoogte van 1896 m boven de zeespiegel en heeft ongeveer 1500 inwoners.

## Geschiedenis
Virginia City behoort tot de oudste nederzettingen in Nevada en westelijk van de Mississippi. Het plaatsje dankt zijn ontstaan en betekenis aan de Comstock Lode en aan latere zilvermijnen uit 1859, hier en in de buurt van Carson City. De voorraden aan kostbare metalen veroorzaakten enkele keren een goudkoorts in deze streek. Binnen enkele maanden steeg het inwoneraantal naar een kleine 30.000 om rond 1898, toen de voorraden uitgeput waren, weer sterk te zakken.
Tijdens de goudkoorts van 1858 ontstond er een bloeiende Chinese migrantenwijk in het dorp. Van deze Chinatown is heden weinig meer over. Het geld dat met de goudkoorts werd verdiend werd voor een groot deel geïnvesteerd in San Francisco en speelde een belangrijke rol in de ontwikkeling van deze stad.
In 1864, tijdens de Amerikaanse Burgeroorlog, trad Nevada toe als 36e staat van de Verenigde Staten. Toenmalig president Abraham Lincoln haalde Nevada vooral als staat binnen om zo gebruik te kunnen maken van de inkomsten van de stad Virginia City en daarmee de kosten van de burgeroorlog te kunnen dekken.
De voor een groot deel uit houten gebouwen opgetrokken stad werd meerdere malen getroffen door grote branden maar de brand van 1875 was het ergst en maakte 2.000 mensen dakloos.
Het International Hotel was een legendarisch bouwwerk. Het werd in 1860 geopend en was toen nog een gebouw van een verdieping maar na een aantal verbouwingen en de herbouw na de grote brand van 1875 stond er een gebouw van zes verdiepingen met een luxueuze inrichting, gasverlichting, Oosterse tapijten, palmbomen in de lobby en zelfs een lift. Het gebouw werd verwoest door een brand in 1914.

## Mark Twain
Van 1862 tot 1865 werkte Samuel Clemens als verslaggever voor de plaatselijke krant Territorial Enterprise. Op 3 februari 1863 gebruikte hij voor het eerst zijn pseudoniem Mark Twain waarmee hij beroemd zou worden. Dit was de tijd waarin hij zijn schrijverstalent ontdekte. Hij verbleef overigens een groot deel van die tijd buiten de stad, o.a. in de hoofdstad van Nevada, Carson City en in San Francisco. Hij zou Virginia City wel regelmatig bezoeken.
Twain was samen met zijn broer naar Nevada gekomen om voor de overheid van het territory te werken. Mogelijk probeerden ze hiermee ook hun dienstplicht in de Amerikaanse Burgeroorlog te vermijden. Twain had in die tijd nog sterke Zuidelijke sympathieën en in Virginia City verbleef een grote gemeenschap van mensen die met het zuiden sympathiseerden.
Als correspondent heeft hij een aantal nepverhalen geschreven. Soms was duidelijk dat het een grap was maar een aantal malen ook niet. Het maakte hem berucht maar ook geliefd. Bekende hoaxes van zijn naam zijn over een versteende man en over een vader die zijn vrouw en negen kinderen had afgeslacht. Twain kwam regelmatig in de stad om optredens bij te wonen en in 1863 ontmoette hij daar toneelspeelster Adah Isaacs Menken waarmee hij een goede vriendschap zou opbouwen. Zij inspireerde hem om professioneler te schrijven.
Het archief van de krant is grotendeels verloren gegaan maar veel werken van Twain zijn destijds ook in andere kranten gepubliceerd en daardoor bewaard gebleven.

## Economie
In Virginia City probeert men het imago van spookstad te bewaren. De hele stad heeft de status van historisch monument. Vele huizen zijn in victoriaanse stijl gerestaureerd. Hier en daar zijn nog houten trottoirs te zien die van saloon naar saloon liepen. In deze gebouwen bevinden zich tegenwoordig souvenirwinkels. De plaats heeft in het hoogseizoen ongeveer 1500 inwoners en wordt jaarlijks door ongeveer twee miljoen toeristen bezocht.

## Virginia City in films en op televisie
- Michael Curtiz (regie): Virginia City, western over de burgeroorlog met Errol Flynn, 1940.
- In de Amerikaanse televisieserie Bonanza (Spaans voor voorspoed) reden de gebroeders Cartwright regelmatig naar Virginia City om inkopen te doen.
- Martin McFly, een fictieve figuur uit de trilogie Back to the Future werd in Virginia City vermoord.
- Elmar Bartlmae (regie): Virginia City und die wahre Geschichte des Wilden Westens, documentaire, Arte-TV, Frankrijk, 2007.

## Afbeeldingen

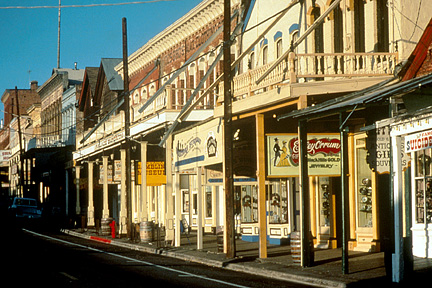
Winkelstraat in Virginia City
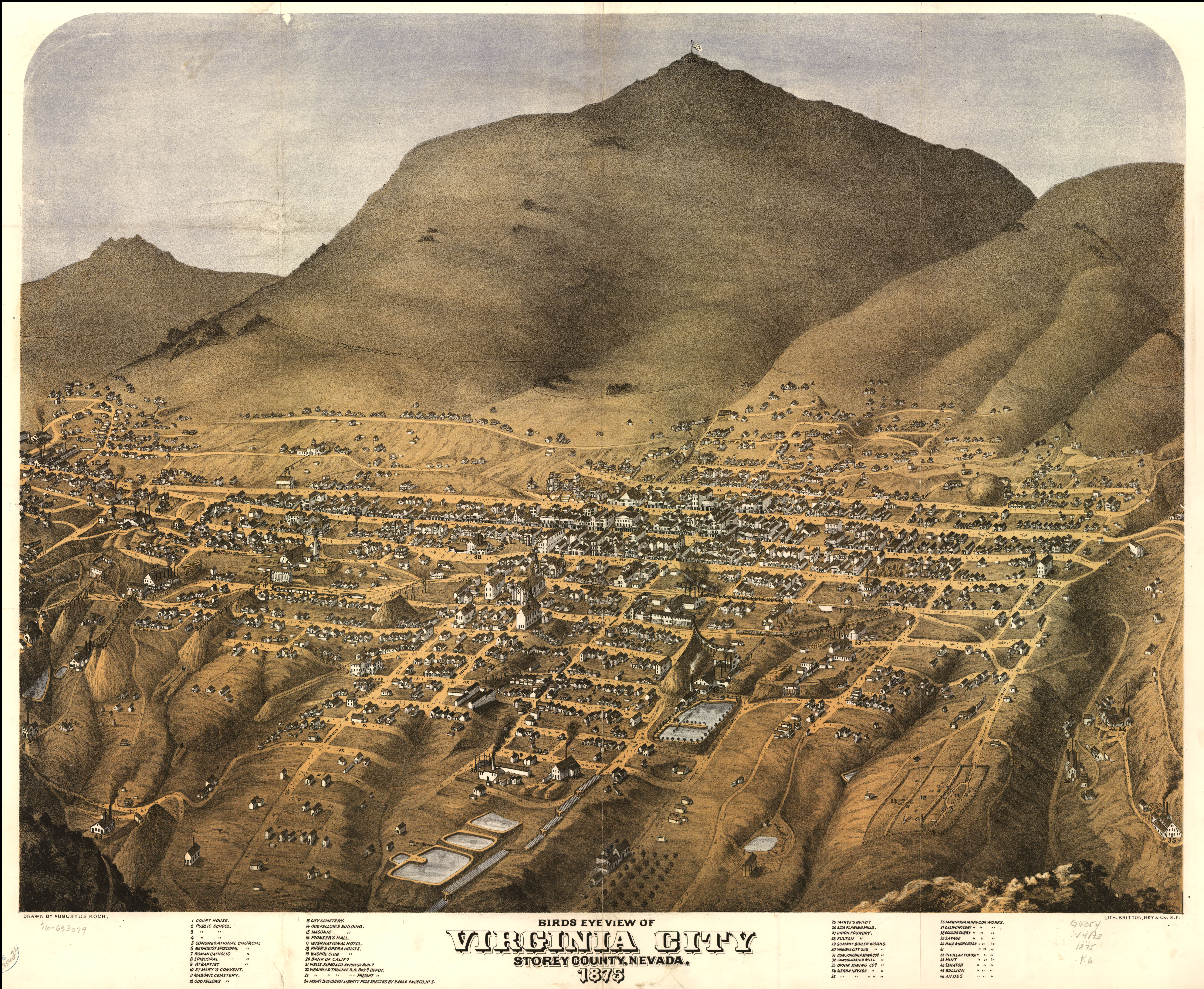
Er lopen veel wegen naar de claims (prent uit 1875)
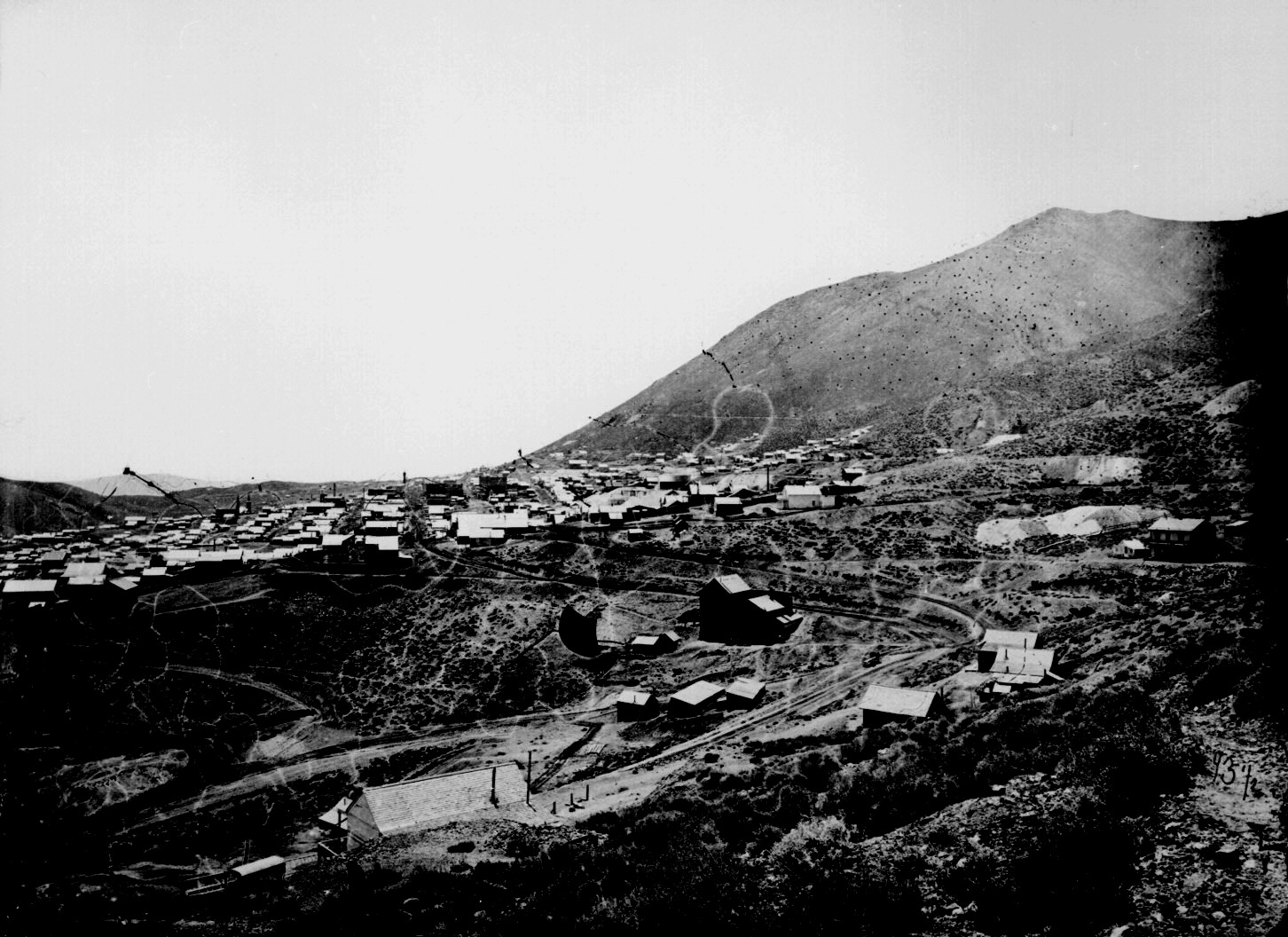
Virginia City in 1867-68
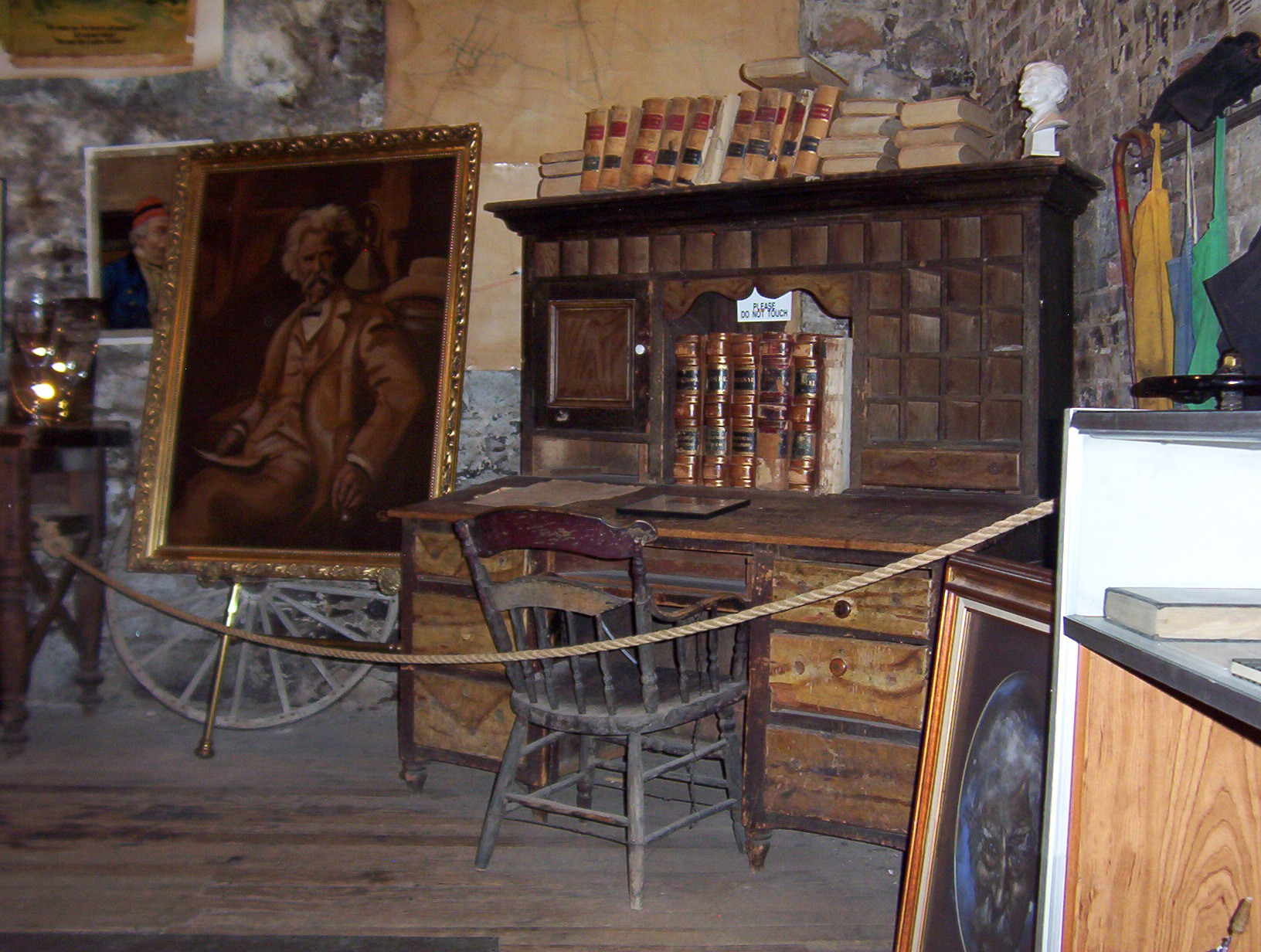
Het bureau van Mark Twain bij de Territorial Enterprise